# Poker Generation
Poker Generation è un film del 2012 diretto da Gianluca Mingotto.
Il film si ispira alla storia di Filippo Candio, un ragazzo sardo, ora giocatore professionista di poker, che si trasferì a Milano per tentare di assecondare la sua passione.

## Trama
In una famiglia povera residente in un paesino siciliano, vivono due fratelli, l'uno l'opposto dell'altro, figli di Rosario (che trasmette loro la passione del poker) e Lucia. Il più grande, Tony, è un fanatico dei film sulla mala americana e sogna di diventare un giocatore di poker professionista; l'altro, Filippo per gli amici Filo, è un genio introverso e scontroso, la sua sindrome semi-autistica lo porta ad analizzare l'ambiente che lo circonda in modo ossessivo e meccanico. I due ragazzi si ritroveranno uniti nella missione di trovare i soldi necessari per pagare le cure della sorellina Maria, attraverso il poker. Decidono, quindi, di trasferirsi a Milano con lo scopo di entrare nel giro del poker professionistico e attraverso vari ostacoli sia Tony che Filo, che trova l'amore in Anna, una barista di giorno e cubista di notte per guadagnarsi da vivere per sé e sua figlia, riescono a qualificarsi nel prestigioso torneo Malta Dream Poker e a ritrovarsi dopo un brutto litigio.

## Distribuzione
Il trailer ufficiale del film è stato distribuito il 5 marzo 2012: il film è uscito nelle sale italiane il 13 aprile 2012.